# Rhyacophila dikkaravasini
Rhyacophila dikkaravasini är en nattsländeart som beskrevs av Schmid 1970. Rhyacophila dikkaravasini ingår i släktet Rhyacophila och familjen rovnattsländor. Inga underarter finns listade i Catalogue of Life.